# ポール七子
ポール 七子（ポール ななこ、Nanako Pohl-Tanaka）は、日本のピアニスト。

## 概要
神奈川県鎌倉市生まれ。3歳の頃から大叔父に当たる團伊玖磨にピアノの手ほどきを受け、8歳の時にはモーツァルトのトルコ行進曲をレコード録音するほど、幼い時からその才能を発揮していた。桐朋学園子供のための音楽教室、桐朋女子高等学校を経て、1975年に桐朋学園大学を卒業する。井口基成（ピアノ）、斎藤秀雄（室内楽）に師事する。その後、ウィーンに渡り、ウィーン国立音楽大学に入学する。1979年、同大学ピアノ演奏学科を最優秀賞にて卒業する。１９７９年から１９８５年間でサンクトぺルテン市立音楽学校講師。その後、１９８６年からは母校のウィーン国立音楽大学に講師として抜擢され、現在に至っている。彼女の活動はソロ・室内楽・声楽伴奏・器楽伴奏など、幅広く及び、数々のコンサート活動をしている。日本では、主要オーケストラー（読売シンフォニー、名古屋シンフォニー、札幌シンフォニー）との共演、サントリーホール、東京文化会館などでのリサイタル、CD制作、NHK　TV・ラジオ出演など、活躍中である。
また、ヨーロッパ各地（オーストリア、イタリア、ドイツ、イギリス、フランス、フィンランド、エストニア、旧ソ連、スペイン、ルーマニア、トルコ）にてソロリサイタルを展開。主要都市音楽祭（ウィーン芸術週慣、フィンランド∙サボリナ音楽祭、草津音楽祭など）にも度々招かれている。
２０００年から２００１年にかけては、ウィーンフィルハーモニー第一コンサートマスター、ライナー∙キュッヒル氏とのコンサートが日本各地で行われ、キュッヒル氏とのCDが東芝（EMI）よりリリースされ、好評を博している。
ウイーン国立音楽大学在任中は、ウィーンフィル、ベルリンフィルの主要メンバー達と室内楽コンサートを日本を中心に行い
ウィーン国立音楽大学退任後も、ウィーンを中心とするヨーロッパの医療施設でミュージックテラピーとなるヒーリングコンサート活動も行っている。